# Palácio da Ponta Vermelha
El Palácio da Ponta Vermelha és la residència oficial del President de Moçambic a Maputo. El nom també és utilitzat metonímicament, referint-se a la presidència moçambiquesa.
Ponta Vermelha designa la zona de Maputo on es troba el palau, prop de l'extremitat d'un promontori vermellós, en el punt d'un estuari comú als rius Matola, Umbelúzi i Tembe desembocant a la Badia de Maputo.
El palau va tenir un començament humil com a magatzem i residència del personal que participava en la construcció del ferrocarril entre Lourenço Marques i Transvaal; després d'un extens treball, va esdevenir la residència oficial del governador portuguès i després de la independència (en 1975), del President de la República